# Tambak Rejo (Waru)
Tambak Rejo is een bestuurslaag in het regentschap Sidoarjo van de provincie Oost-Java, Indonesië. Tambak Rejo telt 19.324 inwoners (volkstelling 2010).